# Conus retifer
Espèce
Statut de conservation UICN

 LC  : Préoccupation mineure
Conus retifer est une espèce de mollusques gastéropodes marins de la famille des Conidae.
Comme toutes les espèces du genre Conus, ces escargots sont prédateurs et venimeux. Ils sont capables de « piquer » les humains et doivent donc être manipulés avec précaution, voire pas du tout.

## Description
La taille de la coquille varie entre 25 mm et 69 mm. La coquille est en forme de poire, avec des stries tournantes. Sa couleur est un brun orangé réticulé avec de grandes et petites taches blanches triangulaires, et des marques longitudinales chocolatées en zigzag, le plus souvent interrompues de façon à former une ou deux bandes. L'intérieur de l'opercule est légèrement violacé. 

## Distribution
Cette espèce marine a une large distribution dans le Pacifique tropical indo-occidental : Mozambique, Tanzanie, les Mascareignes, l'Indochine, l'Indo-Malaisie, l'Océanie ; et au large de l'Australie (Île Christmas).

### Niveau de risque d’extinction de l’espèce
Selon l'analyse de l'UICN réalisée en 2011 pour la définition du niveau de risque d'extinction, cette espèce a une large répartition et est présente dans tout l'océan Indien. Son aire de répartition s'étend de la côte est de l'Afrique, à travers l'Océanie jusqu'aux îles Hawaï. Bien qu'elle ait été signalée comme rare dans certaines zones, il n'existe actuellement aucune menace connue pour sa population dans son ensemble. Des déclins ont été observés dans le Pacifique occidental, potentiellement dus, au moins en partie, à la prédation par les étoiles de mer, mais ces déclins ne sont actuellement pas jugés suffisamment importants pour justifier une inscription dans la catégorie des espèces menacées ou quasi menacées. Elle a donc été classée dans la catégorie préoccupation mineure. Cependant, des recherches sur les effectifs de la population peuvent être bénéfiques pour garder un œil sur les récents déclins dans certaines parties de son aire de répartition.

## Taxonomie

### Publication originale
L'espèce Conus retifer a été décrite pour la première fois en 1829 par le naturaliste allemand Karl Theodor Menke (d),.

### Synonymes
- Conus (Cylinder) retifer Menke, 1829 · appellation alternative
- Conus solidus G. B. Sowerby I, 1841 · non accepté
- Conus textile  var. sulcata G. B. Sowerby I, 1834 · non accepté
- Cylinder retifer (Menke, 1829) · non accepté